# Institut Montana Zugerberg
Das Institut Montana Zugerberg ist eine Internationale Internats- und Tagesschule, auf dem Schweizer Zugerberg nahe der Stadt Zug und dem angrenzenden Zugersee. Sie wurde im Mai 1926 eröffnet und unterrichtet heute etwa 330 Jungen und Mädchen. Die Schüler stammen aus rund 45 Ländern von 6 Jahren bis zum Sekundarschulabschluss, entweder in Form der gymnasialen Schweizer Matura oder dem International Baccalaureate Diploma.

## Geschichte

Historisches Luftbild

Das Institut Montana wurde von Max Husmann gegründet, der das heutige Hauptgebäude, 1869 als Grand Hotel Schönfels eröffnet, und umliegendes Gelände 1925 käuflich erwarb und im darauffolgenden Jahr mit sechs Schülern seine Schule eröffnete. Der Campus wurde 1937 mit dem Kauf des nahegelegenen Hotels Felsenegg erweitert, sowie mit dem Bau von Unterrichtslaboren, Werkstätten, Sportfeldern und einem Schwimmbecken. Husmanns Überzeugung, dass eine international geprägte Schulbildung dazu beitragen würde, den labilen europäischen Frieden zu erhalten, diente als Leitfaden für die pädagogische Ausrichtung der Schule.
Der Zweite Weltkrieg dezimierte die Schülerzahlen, doch der Schule gelang es, sich über Wasser zu halten. 1945 war Husmann an der Operation Sunrise beteiligt – geheime Verhandlungen die zur Kapitulation der Deutschen Armee in Norditalien führen würden. Im Jahr darauf übernahm Josef Ostermayer die Schulleitung und die Max Husmann Stiftung wurde gegründet, um die Weiterführung der Gründungsprinzipien der Schule sicherzustellen.
Nach dem Zweiten Weltkrieg galt es, die Schule von Grund auf wieder aufzubauen und neu auszurichten. Diese Aufgabe übernahm Josef Ostermayer als neuer Direktor des Instituts Montana ab 1946. Das Direktorenamt umfasste damals sowohl die pädagogische wie die unternehmerische Gesamtverantwortung. Infolge Vernachlässigung und Zweckentfremdung der Gebäude während des Krieges bedurften die Immobilien umfangreicher Sanierungen, was angesichts einer wirtschaftspolitisch nach wie vor risikobehafteten Situation eine sorgfältige Investitionsplanung in den Aufbaujahren erforderte.
Das Schuljahr 1946/47 begann mit 47 Schülern. Ostermayer arbeitete von Beginn an am Wiederaufbau der verschiedenen, auf länderspezifische Bildungssysteme ausgerichteten Sektionen: Die Schweizer Sektion mit eingegliederter Holländischer und Französischer Sektion sowie die Italienische Sektion bildeten die zentralen Organisationseinheiten. 1952 gründete er die Amerikanische Sektion. 1976 erreichte Ostermayer nach langjährigem Einsatz die eidgenössische Anerkennung der vom Institut ausgegebenen, bisher kantonal anerkannten Maturitätszeugnisse.
Josef Ostermayer widmete sich früh neuen Formen der Akquisitionstätigkeit, bereiste intensiv die Zielmärkte des Instituts Montana und verfasste bereits 1946/47 Werbeschriften in verschiedenen Sprachen. Im Rahmen dieser Arbeit gab er dem Zürcher Künstler Hans Tomamichel den Auftrag, neue Prospekte grafisch zu gestalten. Von Tomamichel stammt das stilisierte Bäumchen in der Weltkugel, das bis heute als Emblem der Schule gebraucht und im Branding genutzt wird. Ostermayer gründete 1946 das «Montanablatt» und 1966 den «Montanaclub Zugerberg», beides Organe zur besseren internationalen Vernetzung.
Ende der 60er Jahre leitete Ostermayer die Öffnung zur ergänzenden Externatsschule ein. 1980 betrug die Gesamtzahl der Jahresschüler 300. Es waren insgesamt 28 Nationen vertreten. Die Jahrzehnte unter Ostermayer waren, abgesehen von den ersten Jahren nach Kriegsende, gekennzeichnet durch weitgehende Vollbelegung hinsichtlich der Schülerzahlen im Internat. Durch den parallel erforderlichen Ausbau des internationalen Lehrkörpers und der Zahl der Angestellten zur Sicherstellung des Internatsbetriebes wuchs das Institut unter Ostermayer zu einem grossen Dorf auf dem Berg. Die Balance der pädagogischen Grundanliegen Individualität, Integration und Internationalität konnte im Rahmen der gegebenen intensiven schulischen Gemeinschaft optimal praktiziert werden.
Josef Ostermayer leitete die Schule während 34 Jahren bis 1980.
1995 fiel die Schülerzahl unter ein finanziell haltbares Niveau, sodass die Schulleitung und Verwaltungsrat die baldige Schliessung der Schule bekanntgaben. Jedoch wurden von verschiedenen Mitarbeitern, Eltern, Freunden und ehemaligen Schülern unter der Leitung von Beat Bernet und François Loeb ein Rettungsplan ausgearbeitet und mehr als 3.5 Mio. CHF an Spenden gesammelt, was das kurz- und mittelfristige Weiterbestehen der Schule sicherte.

## Schulbetrieb
Schüler im Alter von 6 bis 10 Jahren besuchen ausschliesslich die Tagesschule. Internatsschüler werden ab dem Alter von 10 Jahren angenommen. Klassengrössen sind auf maximal 15 Schüler begrenzt und Nachhilfeunterricht auf einer Einzelschüler-Basis wird bei Bedarf angeboten. Der auf knapp 1000 m. ü. M. gelegene Campus befindet sich in einer für die Voralpen typischen Umgebung aus Wäldern und Feldern und ist von Zürich aus in ca. einer Stunde erreichbar.
Im Alter von 6 bis 12 Jahren wird die zweisprachige Primarschule besucht, welche ein Sprachimmersionsprogramm in Deutsch und Englisch anbietet.
Der Lehrplan richtet sich nach den Vorgaben des Kanton Zug, mit Anpassungen, welche die Schüler optimal auf den Eintritt in ein internationales Sekundarschulprogramm vorbereiten – das Schweizer Gymnasium oder das IB Diploma Programm. Das Gymnasium am Institut Montana wurde 1936 als eidgenössische Maturitätsschule anerkannt, wo die Schüler entweder einen einsprachigen oder zweisprachigen (Deutsch-Englisch) Bildungsgang absolvieren können und später Zutritt zu allen Schweizer Universitäten erlangen. Institut Montana ist seit dem Jahr 1952 als internationale Schule akkreditiert. Der internationale Bildungsgang richtet sich nach dem Foundation Years Programm, wo das CLSP, IGCSE und danach das IB Diploma oder das High-School-Diplomprogramm absolviert werden.
Seit 1987 ist das Institut Montana die erste Schweizer Internatsschule die als IB World School anerkannt ist.
Ein Sommercamp wurde am Institut Montana zum ersten Mal 1939 angeboten und heute finden die Summer Sessions jeden Sommer statt. Es werden intensive Kurse in Englisch oder Deutsch angeboten sowie verschiedene Aktivitäten am Nachmittag.

## Ausserschulische Aktivitäten
Seit 2009 bietet Institut Montana ein Model-United-Nations-Programm (IMZMUN) an, wo Schüler sich wöchentlich darin üben, politische Debatten zu führen, verschiedene internationale MUN-Konferenzen besuchen und selbst eine solche jedes Jahr abhalten. IMZMUN soll seine Mitglieder über weltpolitische, soziale und wirtschaftliche Vorgänge der Gegenwart aufklären und als zusätzliche international geprägte Erfahrung dienen. Ausserdem bereitet IMZMUN seine Mitglieder auf eine universitäre Ausbildung vor, indem formale Fertigkeiten in Präsentation und Argumentation gefördert werden.
Weitere Aktivitäten, die angeboten werden, sind Clubs für unternehmerisch sowie für wissenschaftlich besonders interessierte Schüler, sowie Teams in mehreren Sportarten.

## Ehemalige
Ehemalige Schüler des Instituts Montana sind u. a. die spanischen Prinzen Alfons Jaime de Borbón und Gonzalo de Borbón, der frühere US-Aussenminister und amerikanische Sondergesandte für das Klima John Kerry, Regisseur Marc Forster, Unternehmer Nicolas Hayek, Comiczeichner Mike van Audenhove der Bitburger Brautechnologe Axel Th. Simon und der holländische Wissenschaftler und Unternehmer Willem P.C. Stemmer. Der US-amerikanische Botschafter Robert P. Jackson unterrichtete 1982 Französisch und Englisch am Institut Montana.